# Vụ án Kim cương Xanh

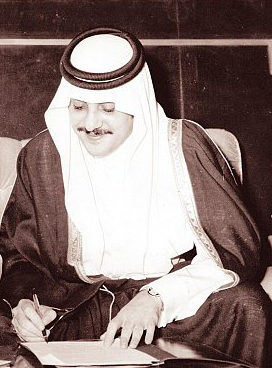
Ảnh Faisal bin Fahd từ năm 1978.

Vụ án Kim cương Xanh là một vụ trộm 90 kg đá quý với tổng trị giá 20 triệu USD, trong đó có một viên kim cương xanh 50 carat, được xem là một trong những viên kim cương xanh lớn nhất thế giới.
Vụ trộm diễn ra tại cung điện của một hoàng tử ở Riyadh bởi một người làm vườn Thái Lan (đang làm việc tại Ả Rập Xê Út), sự kiện này sau đó đã kéo theo hàng loạt vụ án giết người và mất tích khác tại Thái Lan trong đó có cả các nhà ngoại giao và doanh nhân người Ả Rập Xê Út, bên phía điều tra Thái Lan đã nhiều lần tuyên tố vụ án bế tắc. Gần đây nhất là ngày 31 tháng 03 năm 2014, với lý do không đủ bằng chứng để xét xử, Tòa án hình sự Thái Lan đã bác vụ kiện năm cảnh sát nước này bị cáo buộc giết một doanh nhân Ả Rập Xê Út mất tích cách đây 24 năm.

## Vụ trộm kim cương và hoàn trả
Năm 1989, Kriangkrai Techamong, một công nhân Thái Lan, lấy trộm đồ trang sức và các đá quý vô giá khác từ Hoàng cung Ả Rập Xê Út nơi ông làm công việc quét dọn. Kriangkrai được phép vào phòng ngủ của công chúa. Ông xoay xở để đặt tất cả đồ trang sức lấy cắp vào máy hút bụi nơi không ai có thể nhận biết những gì bên trong máy vì không có bộ quét trong cung điện lúc đó. Số hàng bao gồm một viên kim cương xanh và đá quý có giá trị khác, mà Kriangkrai lấy trộm từ cung điện và vận chuyển về nhà mình ở tỉnh Lampang, Thái Lan..
Một cuộc điều tra do một nhóm thuộc tổ xung kích Cảnh sát Hoàng gia Thái Lan tiến hành, lúc đó, do Trung tướng Chalor Kerdthes, dẫn tới việc bắt giữ Kriangkrai và thu hồi phần lớn các đồ trang sức bị mất cắp. Kriangkai bị kết án 7 năm tù giam, nhưng ông bị giam chỉ trong 3 năm vì ông thú nhận với tòa án.
Vụ án kim cương đáng lý ra có một kết thúc tốt đẹp giữa chính quyền Ả Rập Xê Út và cảnh sát Hoàng gia Thái Lan. Nhưng rõ ràng, vụ án bước sang trở ngại khác vì một đội thuộc cảnh sát Hoàng gia Thái Lan dưới sự điều động của Trung tướng Chalor Kerdthes bay đến Ả Rập Xê Út để hoàn trả các đồ trang sức bị mất cắp. Nhà cầm quyền Ả Rập Xê Út sau đó kiểm tra các đồ trang sức và nói rằng khoảng một nửa số ngọc được hoàn trả là đồ giả và viên Kim cương Xanh còn thiếu.

## Những vụ án phía sau
Một doanh gia Ả Rập Xê Út thân cận với gia đình hoàng gia Saudi thân hành đến Bangkok để điều tra vụ án, nhưng bị bắt cóc và giết chết. Ba tháng sau đó, ba viên chức từ Đại sứ quán Ả Rập Xê Út cũng bị bắn chết tại Bangkok. Vụ án mạng vẫn chưa được sáng tỏ cho đến ngày nay.
Dưới sức ép của Ả Rập Xê Út, Thái Lan tiếp tục điều tra vụ án nhưng kết quả lại là những cái chết bí ẩn khác. Năm 1994, một thợ kim hoàn Thái - người mà đại diện lâm thời Ả Rập Xê Út ở Thái Lan Mohammed Khoja tin là đứng sau vụ làm giả những viên ngọc trả lại - bị bắt cóc. Vợ và con trai 14 tuổi của ông này cũng bị giết. Lúc đó, cảnh sát Thái nói vợ con người thợ kim hoàn chết trong tai nạn giao thông nhưng ông Khoja không đồng ý: "Họ nghĩ rằng chúng tôi ngốc nghếch. Đó không phải là một vụ tai nạn".
Vài tháng sau đó, sĩ quan cảnh sát Chalor Kerdthes, người đứng đầu cuộc điều tra ban đầu về vụ mất cắp và trao trả số ngọc giả cho Ả Rập Xê Út, đã bị bắt và truy tố với tội ra lệnh giết vợ con người thợ kim hoàn. và bị kết án tử hình. Sáu nhân viên khác cũng bị kết tội liên quan đến cái chết của gia đình nhà kim hoàn.
Nhưng vụ điều tra tiếp tục đi vào ngõ cụt do những phản cung loạn xạ. Một trong năm cảnh sát dính líu đến vụ việc có trung tướng Somkid Boonthanom. Nhân chứng chính trong vụ án là đại tá Suvichai Kaewpluek khai rằng ông Somkid đã ra lệnh cho cấp dưới bắt cóc doanh nhân al-Ruwaili, đem đến một khách sạn ở Bangkok trước khi giết ông này và đốt xác tại huyện Si Racha, tỉnh Chon Buri. Ông Suvichai hiện đang ở Các tiểu vương quốc Ả Rập thống nhất và từ chối xuất hiện trước tòa tại Thái Lan vì sợ trả thù.

## Ảnh hưởng ngoại giao
Vụ án này đã kéo theo nhiều hệ lụy về vấn đề ngoại giữa hai nước, 24 năm sau vụ án quan hệ giữa Ả Rập Xê Út và Thái Lan vẫn dậm chân tại chỗ, không có thêm tiến triển khả quan nào. Sau vụ án vào tháng 6-1990 Ả Rập Xê Út đã ngưng gia hạn thị thực cho hơn 250.000 lao động Thái ở Ả Rập Xê Út và không cấp thêm thị thực cho người Thái nào khác. Thái Lan bị thiệt hại hàng tỉ USD tiền gửi từ người lao động.. Ả Rập Xê Út cũng cấm công dân nước mình đến Thái Lan du lịch. Quan hệ ngoại giao hai nước bị đẩy xuống mức thấp nhất. Đại sứ quán Ả Rập Xê Út ở Bangkok chỉ bổ nhiệm một số vị trí phụ trách theo dõi tiến triển vụ án và cấp thị thực cho người Hồi giáo Thái Lan đi hành hương.